# Gregorio della Suburra
Gregorio della Suburra (* in Rom; † um 1162) war ein italienischer Kardinal.

## Leben
Gregorio, mit dem Beinamen Centu, stammte aus Rom, aus dem Stadtviertel Suburra und war mit der aristokratische Familie Capocci verwandt. Es wird oft behauptet, dass er ein Neffe Anastasius IV. gewesen ist, was jedoch nicht zu belegen ist.
Spätestens am 1. März 1140 ernannte ihn Papst Innozenz II. zum Kardinalpriester von Santa Maria in Trastevere (S. Callisto); als solcher unterschrieb er päpstliche Urkunden vom 29. April 1140 bis 25. Juni 1154. 1153 nahm er an den Verhandlungen zum Konstanzer Vertrag zwischen Papst Eugen III. und König Friedrich I. teil.
Zwischen 25. Juni und 15. September 1154 wurde er von Anastasius IV. zum Kardinalbischof von Sabina erhoben. Er nahm an der zwiespältigen Papstwahl im September 1159 teil und stellte sich auf die Seite Alexanders III. Unter diesem Papst erscheint er als Kardinaldekan (der erste unter Kardinalbischöfen) und päpstlicher Vikar in Rom. Am 20. September 1162 ist er zum letzten Mal belegt und starb wahrscheinlich noch in demselben Jahr.